# Pfarrkirche Süßenbrunn

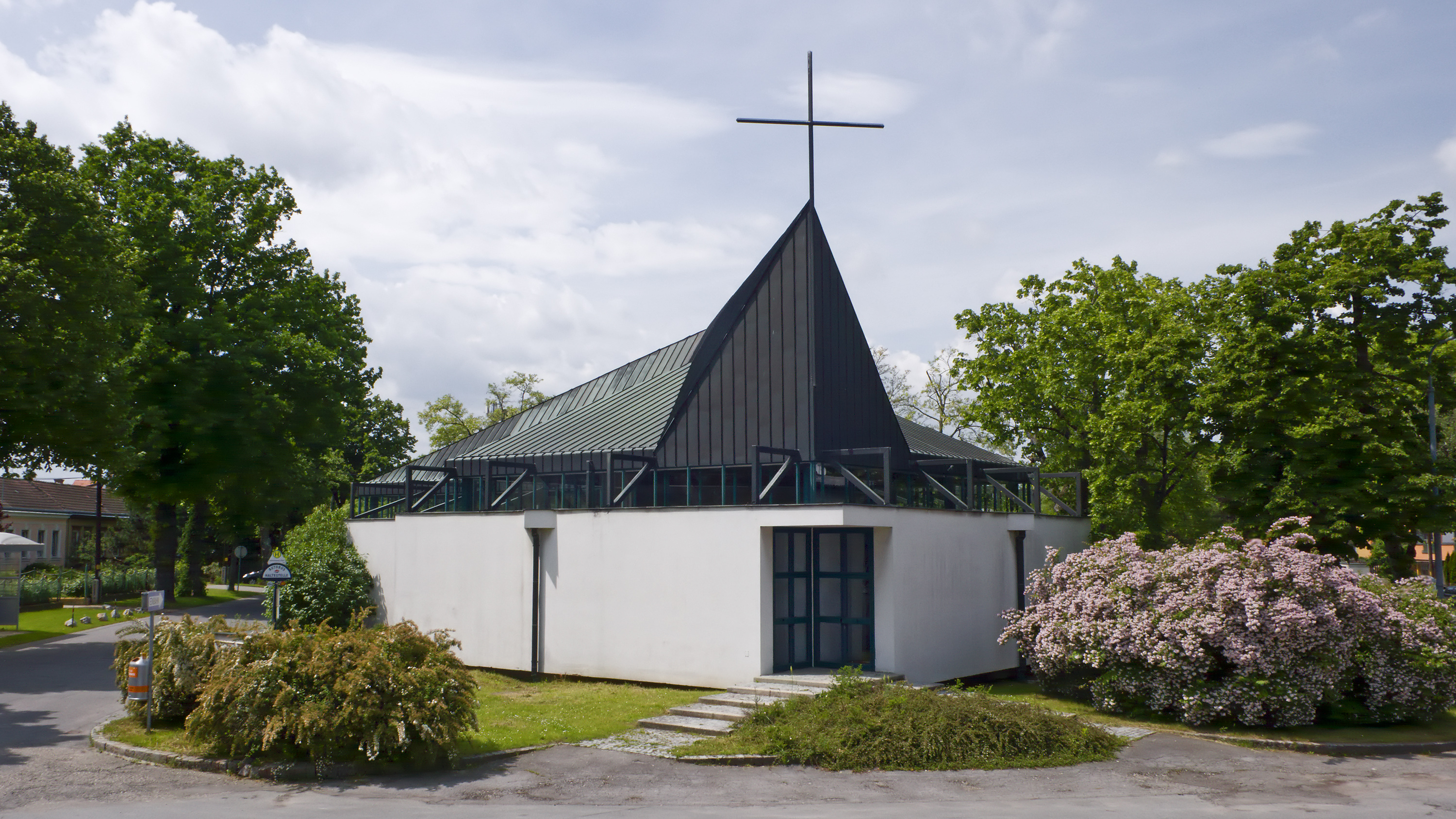
Süßenbrunner Pfarrkirche

Die Pfarrkirche Süßenbrunn ist eine römisch-katholische Pfarrkirche  am Süßenbrunner Platz im Bezirksteil Süßenbrunn des 22. Wiener Gemeindebezirks Donaustadt.  Sie ist der Heiligen Dreifaltigkeit geweiht und gehört zum Dekanat Wolkersdorf im Vikariat Unter dem Manhartsberg der Erzdiözese Wien. Das Bauwerk steht unter Denkmalschutz.

## Geschichte
Von 1677 bis 1809 wurde von der Bevölkerung die Kapelle im Süßenbrunner Schloss genutzt. Der Gemeinderat von Süßenbrunn beschloss 1835 den Bau einer Ortskapelle, die von 1837 bis 1839 errichtet und 1839 als Filialkirche der Pfarrkirche Gerasdorf geweiht wurde. Die Kapelle wurde im Jahre 1969 zur Pfarrkirche erhoben und im Jahre 1978 demoliert. In den Jahren 1978 bis 1980 wurde nach den Plänen von Johann Hoffmann und Erwin Plevan die neue Pfarrkirche errichtet und 1980 geweiht.

## Baubeschreibung
Die auf dem ehemaligen Dorfanger frei stehende Kirche wird durch drei diagonal aneinander gereihte quadratische Räume unter einem gemeinsamen Dach gebildet.

## Ausstattung
Die Altarwand trägt einen barocken Corpus Christi aus der ersten Hälfte des 18. Jahrhunderts und eine Holzfigur hl. Florian um 1700. Madonnafigur, Tabernakel, Kreuzweg und Brunnen in der Vorhalle sind vom Bildhauer Hans Muhr. Die Orgel wurde von der Firma Rieger Orgelbau hergestellt.
In der Wochentagskapelle ist eine Figur Mariazeller Madonna aus dem 17. Jahrhundert und ein Bild Dreifaltigkeit aus dem zweiten Viertel des 18. Jahrhunderts.
Im Foyer der Kirche befindet sich eine Johann-Nepomuk-Statue. Sie wurde 1727 zum Schutz der Süßenbrunner Dorfbevölkerung von Maria Anna gestiftet, sie war die Tochter von Graf Ernest Konstantin Grundemann, Sohn des Süßenbrunner Grundherrn Graf Adam Anton Grundemann. Ursprünglich befand sich die Statue in einer Mauernische Hauptstraße Nr. 1.